# Hit Your Heart
Hit Your Heart (HuH) é o segundo EP (extended-play) do grupo feminino sul-coreano 4Minute. O mini-album foi lançado em 19 de Maio de 2010 contendo 7 faixas.  "HuH" foi utilizada como a música promocional do álbum, debutando em quinto lugar no South Korea's Gaon Digital Chart e alcançando o terceiro lugar por duas semanas.  

## Tracklist
| No. | Título                                                           | Letras                        | Musica                         | Duração |
| --- | ---------------------------------------------------------------- | ----------------------------- | ------------------------------ | ------- |
| 1   | "Who's Next?" (featuring Beast)                                  | Shinsadong Tiger              | Shinsadong Tiger               | 1:57    |
| 2   | "HuH"                                                            | Shinsadong Tiger,             | Shinsadong Tiger               | 3:48    |
| 3   | "Invitation"                                                     | Shinsadong Tiger              | Im Sang-hyuk, Shinsadong Tiger | 3:20    |
| 4   | "I My Me Mine"                                                   | Lee Sang-ho, Shinsadong Tiger | Lee Sang-ho, Shinsadong Tiger  | 3:24    |
| 5   | "Bababa"                                                         | Kang Ji-won, Kim Ki-bum       | Kang Ji-won, Kim Ki-bum        | 3:24    |
| 6   | "Highlight"                                                      | Kang Ji-won, Kim Ki-bum       | Kang Ji-won, Kim Ki-bum        | 3:28    |
| 7   | "Cool and Natural" (태연하게 당연하게; Taeyeonhage Dangyeonhage) | Kim Ki-bum, Kang Ji-won       | Kim Ki-bum                     | 4:01    |

1. ↑  «Hit Your Heart». Wikipedia (em inglês). 13 de março de 2021. Consultado em 13 de outubro de 2021
2. ↑  «[CHART] Gaon Weekly Singles Chart: May 16-22». 아시아경제 (em coreano). 27 de maio de 2010. Consultado em 13 de outubro de 2021